# Bruno Kreisky
Bruno Kreisky, avstrijski politik in diplomat judovskega rodu, * 22. januar 1911, Dunaj, Avstro-Ogrska, † 29. julij 1990, Dunaj.
Kreisky je bil minister za zunanje zadeve Avstrije (1959–1966) in kancler Avstrije (1970–1983). Bil je prvi judovski kancler Avstrije.